# Xanthoparmelia hypopsila
Xanthoparmelia hypopsila är en lavart som först beskrevs av Johannes Müller Argoviensis, och fick sitt nu gällande namn av Hale. Xanthoparmelia hypopsila ingår i släktet Xanthoparmelia och familjen Parmeliaceae.   Inga underarter finns listade i Catalogue of Life.